# Hazdrubal Boetarcha
Hazdrubal Boetarcha (punicki: 𐤏𐤆𐤓𐤁𐤏𐤋 /ʕad͡zˈroːbaʕl/) – ostatni dowódca wojsk starożytnej Kartaginy w III wojnie z Rzymem.

## Życiorys
W kartagińskiej polityce II wieku p.n.e. był obok Kartalona jednym przywódców tzw. stronnictwa demokratycznego. W 151 p.n.e. wobec ciągłych najazdów numidyjskiego króla Masynissy wyruszył przeciw niemu na czele 25 tysięcy piechurów i 400 jeźdźców. Gdy armia kartagińska została otoczona przez Numidów w pustynnym terenie, Hazdrubal zawarł układ z przeciwnikiem umożliwiający Kartagińczykom bezpieczny odwrót do stolicy, lecz numidyjski książę Gulussa złamał układ i zabił część rozbrojonych żołnierzy punickich. Obawiając się inwazji rzymskiej (Rzym oskarżył Kartagińczyków o złamanie warunków traktatu z 201 p.n.e.) władze Kartaginy wydały na Hazdrubala wyrok śmierci, ten jednak zdołał zbiec i zbierał w terenie wiernych sobie żołnierzy.
Wobec wybuchu III wojny punickiej w 149 p.n.e. wyrok na Hazdrubal anulowano i został on głównodowodzącym 20-tysięcznej armii polowej. W pierwszym okresie wojny dwukrotnie pobił wojska rzymskie konsula Maniliusza. Następnie przedostał się do stolicy, gdzie przejął faktyczną władzę w państwie. Dowodził próbą przerwania oblężenia przez wypad floty z kartagińskiego portu. Wiosną 146 p.n.e., gdy Rzymianie wdarli się do Kartaginy, Hazdrubal zabarykadował się z 900 ostatnimi żołnierzami w świątyni Eszmuna, w końcu jednak wyszedł naprzeciw rzymskiego konsula Scypiona i skapitulował; wówczas żona Hazdrubala z dwoma synami rzuciła się w płomienie i zginęła.
Zmarł w Italii, jako honorowo traktowany jeniec.